# Keena Rothhammer
Keena Rothhammer, née le 26 février 1957 à Santa Clara en Californie, est une ancienne nageuse américaine spécialiste des épreuves en nage libre. Championne précoce, elle remporta la médaille d'or sur le 800 m nage libre des Jeux olympiques de Munich alors qu'elle n'avait que 15 ans. Elle a par ailleurs détenu deux records du monde et a remporté un titre de championne du monde en 1973

## Biographie
Nageuse prodige, elle dispute ses premiers Jeux olympiques en 1972 à Munich alors qu'elle n'a que 15 ans. Lors de la compétition, elle remporte tout d'abord la médaille de bronze sur l'épreuve du 200 mètres nage libre derrière sa compatriote Shirley Babashoff et la médaillée d'or australienne Shane Gould. Par la suite, lors de la finale du 800 m nage libre, Rothhammer bat cette dernière et s'approprie la meilleure marque mondiale de l'histoire sur la distance grâce à un temps inférieur de quinze centièmes à l'ancien record du monde. Elle devient ainsi championne olympique à seulement 15 ans. La jeune américaine prend également la sixième place lors de la finale du 400 m nage libre.
En août 1973, elle bat le record du monde du 400 m nage libre en grand bassin que détenait l'Australienne Shane Gould. Elle perd cependant ses deux records du monde en 1973 et 1974. Lors des Mondiaux 1973 de Belgrade, elle remporte le titre sur l'épreuve du 200 m nage libre avant de devenir vice-championne du monde sur 400 m nage libre.
S'entraînant au sein du prolifique Santa Clara Swim Club (qui comptait notamment en son sein Mark Spitz), la championne olympique et du monde a également remporté douze titres nationaux lors de sa carrière. Celle-ci est consacrée en 1991 puisque l'ancienne nageuse est introduite à l'International Swimming Hall of Fame, ce musée sportif distinguant les plus grands nageurs de l'histoire.

## Palmarès

### Jeux olympiques
- Jeux olympiques de 1972 à Munich (Allemagne de l'Ouest) :
  -  Médaille d'or sur le 800 m nage libre (8 min 53 s 68 en finale, record du monde).
  -  Médaille de bronze sur le 200 m nage libre (2 min 4 s 92 en finale).
  - 6e sur le 400 m nage libre (4 min 24 s 22 en finale).

### Championnats du monde
- Championnats du monde 1973 à Belgrade (Yougoslavie) :
  -  Médaille d'or sur le 200 m nage libre (2 min 4 s 99 en finale).
  -  Médaille d'argent sur le 400 m nage libre (4 min 21 s 50 en finale).

## Records
1 record du monde en grand bassin sur 400 m nage libre :
- 4 min 18 s 07 (22 août 1973 à Louisville - 28 juin 1974).

1 record du monde en grand bassin sur 800 m nage libre :
- 8 min 53 s 68 (3 septembre 1972 à Munich - 9 septembre 1973)